# Саранджина
Саранджина (на гръцки: Σαρακηνή, Саракини) е село в Република Гърция, разположено на територията на дем Гюмюрджина (Комотини), област Източна Македония и Тракия.

## География
Селото е разположено на южните склонове на Родопите. Намира се близо до границата с България.

## История
В XIX век Саранджина е българско село в Гюмюрджинска кааза в Одринския вилает на Османската империя. Според „Етнография на вилаетите Адрианопол, Монастир и Салоника“, издадена в Константинопол в 1878 година и отразяваща статистиката на населението от 1873 година, Сараджа (Saradja) има 16 домакинства и 72 жители българи.
Според статистиката на професор Любомир Милетич в 1912 година в селото живеят 55 семейства помаци.
Към 1942 година в селото (Сараджина) живеят 385 помаци. Според Патриарх Кирил към 1943 година в Саранджина живеят 78 помашки семейства с 407 жители-помаци.